# Caapiranga
Caapiranga é um município brasileiro do Estado do Amazonas, na Região Norte do país. Pertencente à Microrregião de Coari e Mesorregião do Centro Amazonense, possui uma população de 13 482 habitantes, de acordo com estimativas do Instituto Brasileiro de Geografia e Estatística (IBGE) em 2021.

## Topônimo
"Caapiranga" é um termo oriundo da língua tupi e significa "mata vermelha", através da junção dos termos ka'a ("folha") e pyrang ("vermelho").

## História
O curso histórico de Caapiranga prende-se ao de Manacapuru. Em 15 de fevereiro de 1786, foi fundada, com o nome de Manacapuru, uma aldeia no local onde havia uma comunidade de índios Muras.
Em 27 de setembro de 1894, com o seu desenvolvimento, Manacapuru foi desmembrada de Manaus e passou a constituir município autônomo. Em 1939, Manacapuru perdeu parte de seu território para Manaus, ficando sua estrutura administrativa composta por três distritos: Manacapuru (sede), Beruri e Caapiranga.
Em 28 de dezembro de 1981, pela Emenda Constitucional nº 12, o distrito de Caapiranga foi desmembrado de Manacapuru e, acrescido de território adjacente até então pertencente a Anori, passou a constituir o novo município de Caapiranga, sendo instalado em 1º de janeiro de 1983, com a posse de prefeito e vereadores.

## Geografia
Sua latitude é de 3º 19' 39" e a longitude de 61º 12' 32", possuindo uma área total de 9 457 km². Sua população estimada em 2021 era de 13 482 habitantes, de acordo com dados do Instituto Brasileiro de Geografia e Estatística.
Sua economia tem como base o cultivo do cará (nome dado na região ao inhame).

## Infraestrutura

### Saúde
O município possuía, em 2009, 9 estabelecimentos de saúde, sendo todos eles públicos estaduais ou municipais, entre hospitais, pronto socorros, postos de saúde e serviços odontológicos. Neles havia 14 leitos para internação. Em 2014, 95% das crianças menores de 1 ano de idade estavam com a carteira de vacinação em dia. Em 2015, foram registrados 173 nascidos vivos, ao mesmo tempo que o índice de mortalidade infantil foi de 17,3 óbitos de crianças menores de cinco anos de idade a cada mil nascidos vivos. No mesmo ano, 31,2% das crianças que nasceram no município eram de mães adolescentes. Cerca de 89,5% das crianças menores de 2 anos de idade foram pesadas pelo Programa Saúde da Família em 2014, sendo que 0,1% delas estavam desnutridas. Conforme dados do Sistema Único de Saúde (SUS), órgão do Ministério da Saúde, a taxa de mortalidade devido a acidentes de transportes terrestres não registrou nenhum óbito em 2016, permanecendo com o mesmo resultado de anos anteriores, quando também não se registrou nenhum óbito neste indicador. Ainda conforme o SUS, baseado em pesquisa promovida pelo Sistema de Informações Hospitalares do DATASUS, não houve internações hospitalares relacionadas ao uso abusivo de bebidas alcoólicas e outras drogas entre 2008 e 2017.
Até 2009, Caapiranga possuía 2 estabelecimentos de saúde especializados em Clínica Médica e Obstetrícia, e nenhum estabelecimento de saúde com especialização em Pediatria, Psiquiatria, Cirurgia Bucomaxilofacial ou Traumato-Ortopedia. Dos 9 estabelecimentos de saúde, apenas 1 deles era com internação. Até 2016, havia 3 registros de casos de HIV/AIDS, sendo que todos estes casos registrados foram em pessoas até os 24 anos de idade. Entre 2001 e 2012 houve 81 casos de doenças transmitidas por mosquitos e insetos, sendo as principais delas a dengue e a leishmaniose.
Educação
O município de Caapiranga fez parceria com o SENAC/AM em 2019 durante a gestão do prefeito Francisco (Tico) Braz, trazendo a Unidade Móvel Fluvial José Roberto Tadros, a balsa-escola do SENAC, em março de 2019, com cursos profissionalizantes para a população nos segmentos de: Beleza, Informática, Gastronomia, Saúde, Gestão e Comércio.
Além do SENAC/AM, o município conta com a educação profissionalizante do CETAM, com cursos técnicos em diversos segmentos e cursos de curta duração, para o crescimento profissional da população caapiranguense.
O município conta com escolas das redes estadual e municipal, tanto na zona urbana quanto na zona rural.